# Ugandas herrlandslag i fotboll
Ugandas herrlandslag i fotboll representerar Uganda i fotboll för herrar, och de spelade sin första match den 1 maj 1926, vilket resulterade i 1-1 borta mot Kenya i Gossage Cup.

## African Nations Cup

### 1962
I den första playoffen blev resultaten 1-0 borta och 0-1 hemma mot Kenya. Uganda behövde inte köra playoffen då de regerande afrikanska mästarna Sudan lämnade walk-over. I semifinalen förlorade Uganda med 1-2 mot Egypten och förlorade sedan bronsmatchen med 0-3 mot Tunisien.

### 1968
Uganda spelade i grupp 4 där de först vann mot Kenya hemma (2-1) och spelade oavgjort borta (3-3). I cupen mötte Uganda Stor-Etiopien (som bestod av spelare från Eritrea och Etiopien) i första matchen som slutade med förlust (1-2). I nästa match blev Uganda bestulna på skorna, vilket innebär en storförlust mot Algeriet med 0-4. I sista matchen mot Elfenbenskusten förlorade Uganda med 1-2.

### 1974
Uganda mötte Somalia i kvalmatcher, där Somalia vann första matchen med 0-2, medan Uganda vann returmatchen med 5-0.  Därefter mötte de Kenya och vann båda matcherna med 1-0 hemma och 2-1 borta. I sista kvalspelet till cupen mötte Uganda Algeriet med en vinst hemma med 2-1 och oavgjort (1-1) i returmatchen och var därmed klara för cupen. I första matchen mötte Uganda Egypten och blev slagna med 1-2, medan de spelade oavgjort (2-2) mot Elfenbenskusten. Även nästa match mot Zambia blev en förlust (0-1). Uganda tog tredjeplatsen i cupen före Elfenbenskusten på målskillnad.

### 1976
I kvalserien vann Uganda över Mauritius med 4-0 hemma och spelade oavgjort (1-1) i returmatchen. Nästa kvalomgång mot Zambia slutade med en förlust (1-2) och en vinst (3-0). I första matchen i cupen förlorade Uganda med 0-2. Detta följdes av två förluster mot Egypten (1-2) och Guinea (1-2) varpå Uganda kom sist i turneringen.

### 1978
I kvalserien lämnade Tanzania walk-over till Uganda och de gick direkt vidare till den andra omgången där de mötte Etiopien. Efter en oavgjord match (0-0) hemma vann Uganda med 2-1 borta och kvalificerade sig för cupen. Där vann de premiärmatchen mot Kongo-Brazzaville med 3-1, men förlorade nästa match mot Tunisien med 1-3. Efter ytterligare en vinst mot Marocko (3-0), slog Uganda ut Nigeria med 2-1 i semifinalen. I finalen mot Ghana vann Ghana med 0-2. Silverplatsen är Ugandas bästa insats i African Nations Cup. 